# Nova Moça
 Fundir con Nova Moca
Nova Moça é uma aldeia de São Tomé e Príncipe, localiza-se no distrito de Mé-Zóchi, ilha de São Tomé, próxima às localidades de São Nicolau e Bom Sucesso.